# Simone Kermes
Simone Kermes er en tysk sopran.
Hun har blandt andet arbejdet med komponisten Hans-Erik Philip på albummet Blood Wedding.